# Шу (місто)
Шу (каз. Шу) — місто у складі Шуського району Жамбильської області Казахстану. Адміністративний центр та єдиний населений пункт Шуської міської адміністрації.

## Географія
Розташоване на лівому березі річки Шу, 230 км на північний схід від Тараза. Залізнична станція на лінії Тараз—Алмати. Ремонтно-механічний, цукровий, молочний заводи.

## Історія
До 4 травня 1993 року місто називалось Чу.
15 червня 2020 року до складу території міста було включено 2,53 км² Толебійського сільського округу та 5,88 км² Алгинського сільського округу, окрім того до останнього відійшло 0,12 км² території міста.

## Населення
Населення — 44814 осіб (2021; 36531 у 2009, 34999 у 1999, 37395 у 1989).